# Шпотине
Шпо́тине — село в Україні, у Чмирівській сільській громаді Старобільського району Луганської області. Населення становить 449 осіб.
Шпотине розташоване за 25 км від районного центру і залізничної станції Старобільськ. У 1970-і роки в селі було 208 дворів і мешкало 612 осіб. Сільраді були підпорядковані села Сенькове і Тецьке.

## Історія
Шпотине виникло в середині XIX століття. До 1856 року мало назву с. Верхнє Гримуче, сучасна назва с. Шпотине з 1865 року. В селі функціювала з 1854 року дерев'яна Вознесенська церква, яка була споруджена на кошти парафіян. З 2 травня 1886 року в церкву псаломником призначено Феодора Григор'єва — Жуковського (нар. 3.06.1864). Він був також учителем Шпотинської церковно-парафіяльної школи з 1848 по 1903 рік.
Під час Другої світової війни на її фронтах воювали 280 мешканців села, 230 з них нагороджені орденами і медалями СРСР. 152 фронтовики загинули на полях битв. На їх честь в центрі села в 1968 році за рішенням Ворошиловградської обласної ради, споруджено пам'ятник. Композиція складається з двох військових на постаменті, ліворуч — обеліск з викарбуваними іменами загиблих. Висота обелиску — 8 м, ширина — 1,1 м, висота скульптури — 2,3 м, висота постаменту — 2,1 м.

## Сьогодення
За Шпотинською сільською радою закріплено 7,1 тис. га земельних угідь, в тому числі 4,5 тис. га орної землі. Сільське господарство спеціалізується на виробництві молока і вирощуванні зернових культур.
В селі є дев'ятирічна школа, клуб, бібліотека з книжковим фондом 5,8 тис. примірників; медпункт, відділення зв'язку, два магазини.

## Пам'ятки
Шпотинське джерело — пам'ятка природи.